# Victoria Shaw
 Victoria Shaw  (* 25. Mai 1935 in Sydney, New South Wales; † 17. August 1988 ebenda) war eine australische Schauspielerin.

## Leben und Karriere
Victoria Shaw wurde geboren als Jeanette Ann Lavina Mary Elizabeth Elphick. Ab den 1950er-Jahren arbeitete sie in der US-amerikanischen Filmindustrie. 1956 bekam unter anderem sie einen Golden Globe Award in der Kategorie Beste Nachwuchsdarstellerin für ihre Rolle der Chiquita in dem Film Geliebt in alle Ewigkeit. 1962 spielte sie an der Seite von Roger Smith in der Serie 77 Sunset Strip in der Folge The Down Under Caper mit. Die beiden waren von Juli 1956 bis zu ihrer Scheidung im Februar 1965 verheiratet und hatten drei gemeinsame Kinder. Sie starb 1988 in Sydney mit 53 Jahren an einer chronisch-obstruktiven Lungenerkrankung (COPD).

## Filmografie (Auswahl)
- 1953: The Phantom Stockman
- 1956: Geliebt in alle Ewigkeit (The Eddy Duchin Story)
- 1956: Lux Video Theatre (Fernsehserie)
- 1959: The Crimson Kimono
- 1959: Der Mann aus Arizona (Edge of Eternity)
- 1960: Because They’re Young
- 1960: Wernher von Braun – Ich greife nach den Sternen
- 1962: 77 Sunset Strip (Fernsehserie, Folge The Down Under Caper)
- 1964: Solo für O.N.C.E.L. (The Man From U.N.C.L.E.; Fernsehserie, Folge Agent auf Kanal D)
- 1966: Alvarez Kelly
- 1968: Prelude (Kurzfilm)
- 1973: Westworld
- 1973: Barnaby Jones (Fernsehserie, 1 Folge)